# Anny Schilder
Anny Schilder (Volendam, Países Bajos; 14 de febrero de 1959) es una cantante neerlandesa de pop, y fue la voz principal de BZN de 1976 a 1984.

## Biografía

### Voz de BZN
Jack Veerman, el baterista de BZN, la conoció cuando trabajaba de vendedora en un puesto de anguilas en Volendam, en el momento en que la banda buscaba una voz femenina, Jack recordaba que Anny tenía una gran voz. La escucharon en una prueba, pero al principio era demasiado tímida para llegar a ser intérprete. Tardó un tiempo, pero Veerman fue capaz de convencerla. Junto con Jan Keizer (cantante),  llegaron a ser la faz de BZN de 1976 a 1984. El primer sencillo que editó la banda con las dos voces juntas fue Mon Amour (original de BZN), que alcanzó un éxito inmediato, seguido de una larga lista de éxitos en el top-10.

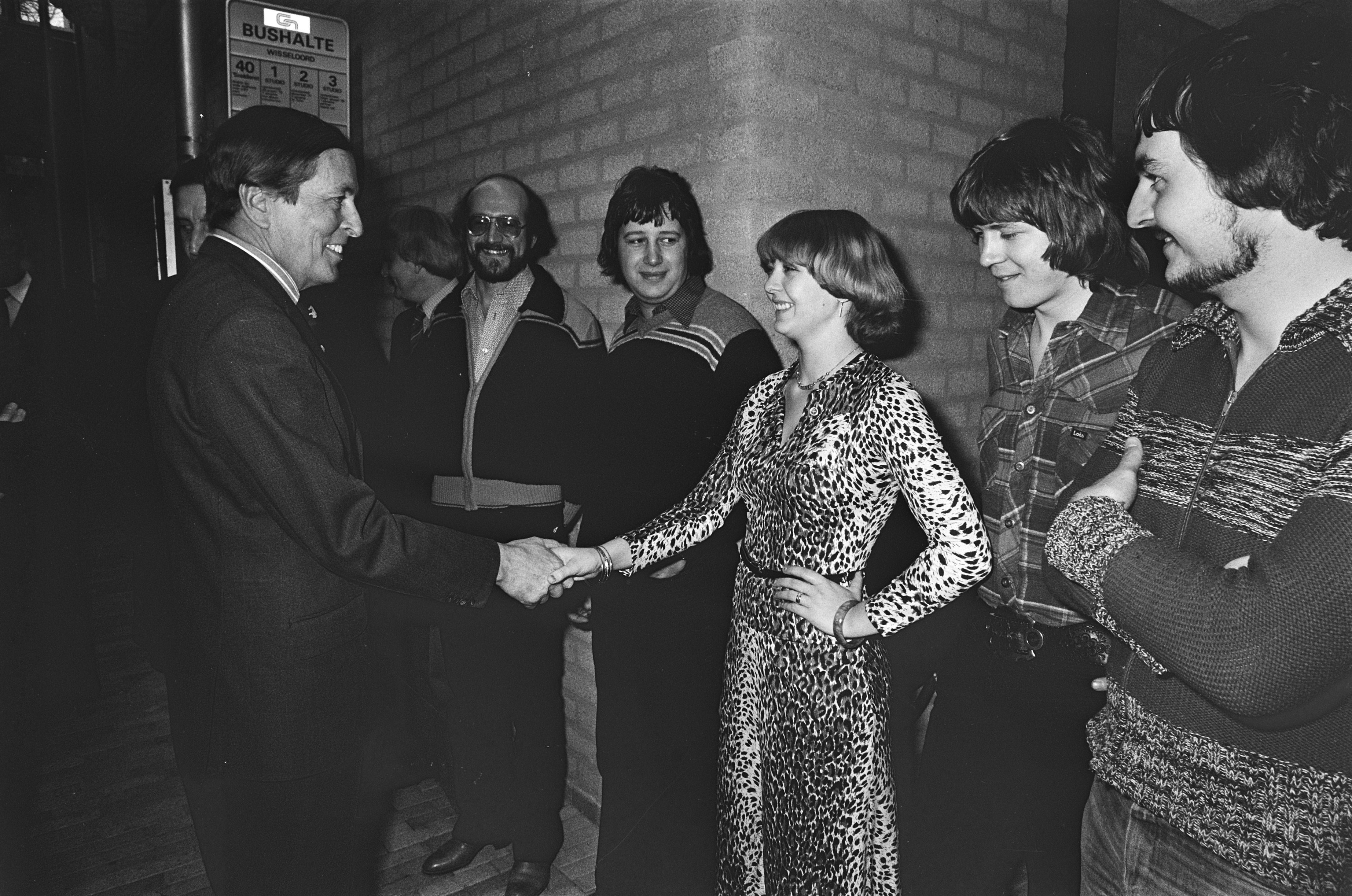
El Príncipe Claus felicita a Schilder y a BZN (1978)

En 1984 Schilder decidió separarse de BZN, alegando que necesitaba más tiempo para pasar con su familia. Más tarde admitió que el continuo plan de giras y actuaciones requerían para ella demasiados recursos. Tenía a su hermana como niñera de su hija, la cual empezó a llamarla mamá en vez de a Anny. Carola Smit la sustituyó como voz principal de BZN.

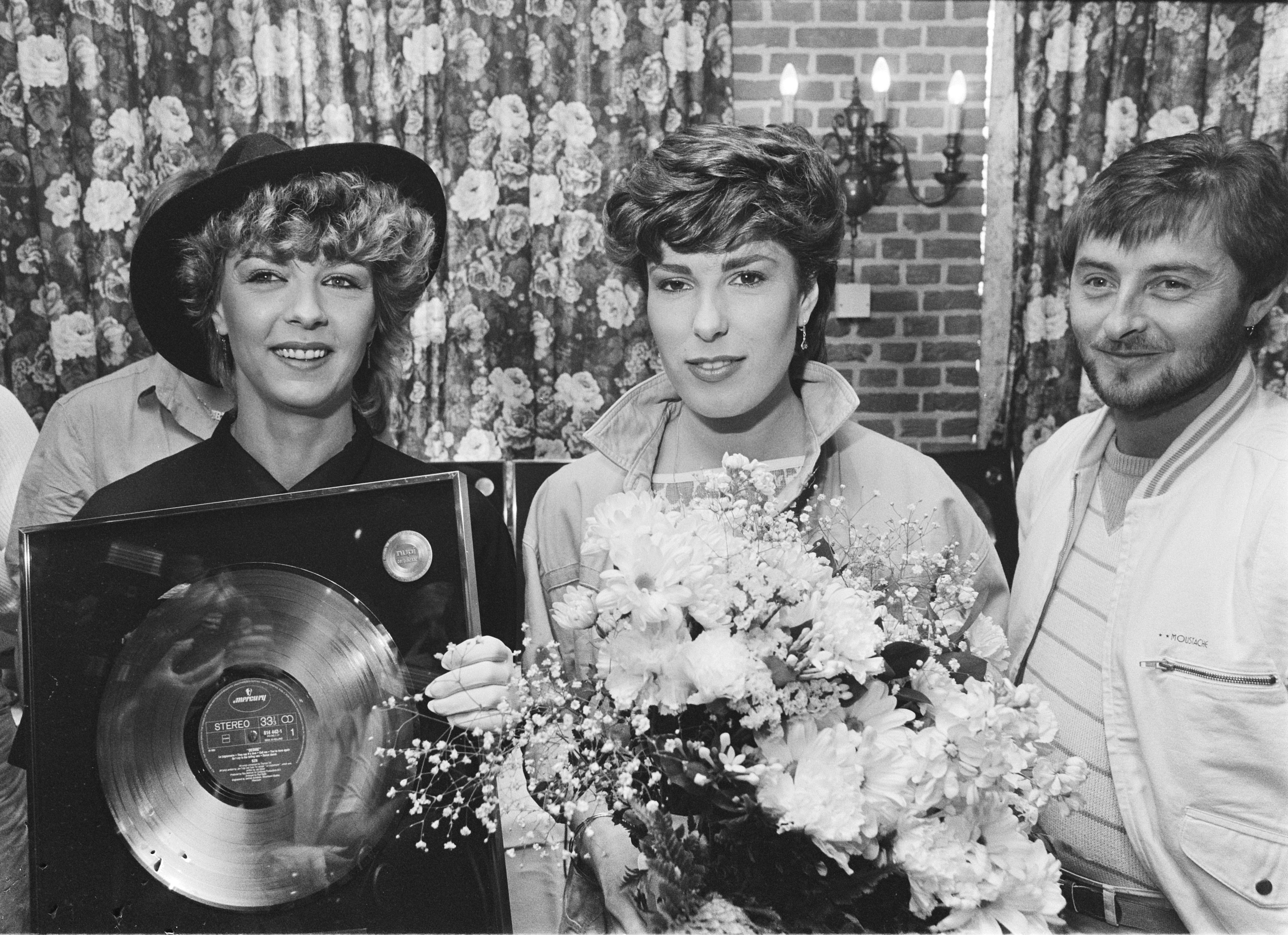
Schilder, Smit y Keizer (1984)

### Solo
Tras separarse de BZN, Schilder una carrera como solista razonablemente exitosa, aunque nunca tanto como con BZN. Así grabó su primer sencillo en diciembre de 1984, durante las vacaciones llamadas Eeuwige Kerst (Eterna Navidad). La canción fue escrita por Henk Temming de Het Goede Doel, y acompañada por el coro infantil de Kinderen voor Kinderen, así como el coro de Ámsterdam De Stem Des Volks.
Ella sí editó algunos otros éxitos, como Love is... (1985), Adieu Cherie (1988) y You are my Hero (1989), que se incluyeron en las listas del top 10. Su álbum de mayor éxito fue You are my Hero, que quedó muy cerca de obtener el disco de oro.

### Final de su etapa solista
Después de 1997 Schilder cesó su actividad de grabar nueva música. Conoció al dueño de una discoteca española, y en 2004 dejó Volendam y se trasladó a España con sus hijos. No regresó a los Países Bajos hasta 2006, tras retomar su carrera como cantante con nuevos bríos.

### Con BZN'66
Sus únicos compromisos como cantante entre 2000 y 2006 fueron con un reagrupamiento de BZN, formado por anteriores miembros de BZN llamados BZN'66. Esta banda interpretaba mayormente canciones de los inicios de BZN, periodo en el que la música beat y rock eran sus ritmos.

### Libro
El 21 de marzo de 2007, Schilder publicó su autobiografía Anny en Ik (Anny y yo). En este libro describe su divorcio en 1986 y su depresión postparto. De este libro se vendieron 10.000 ejemplares en los tres meses inmediatos a su publicación. Al mismo tiempo sacó un nuevo álbum con el mismo título. El disco CD contiene versiones de canciones de BZN, así como versiones de éxitos de otros artistas, como The Way Old Friends Do, original de ABBA. Esta canción la cantó a dúo con su hija Anja. El tema Rockin' the Trolls, original de BZN, fue lanzada en formato sencillo, que incluye voz del anterior miembro de BZN Jan Veerman.

### Número 1 en Sudáfrica
En 2007 Schilder publicó una canción titulada First Kiss Goodnight, a dúo con la cantante sudafricana Gerrie Pretorius. Este tema alcanzó el número 1 en las listas sudafricanas, y recibió el disco de platino. La canción se publicó en septiembre de 2007 en  los Países Bajos, pero no entró en las listas de éxitos.

### Anny & José
En mayo de 2009 Schilder publicó un nuevo sencillo titulado Be My Baby, en el que hacía dúo con José Hoebee, cantante de Luv'. La canción fue en cierto modo exitosa en Bélgica, y Schilder y Hoebee siguieron apareciendo juntas para la ocasión.

### Jan & Anny
25 años después de separarse de BZN, Schilder actuó por primera vez con su antiguo compañero de escenario Jan Keizer. Cantaron Mon Amour con motivo de la celebración del LXXX cumpleaños de la famosa presentadora de televisión Mies Bouwman. El evento fue televisado por la emisora de televisión AVRO el 30 de diciembre de 2009.
La reacción a su actuación fue tan positiva que decidieron seguir trabajando juntos. Su empresa reveló que grabarían un álbum y un sencillo, así cono un musical especial en televisión. El 2 de julio de 2010, publicaron el sencillo Take me to Ibiza como Jan en Anny. Este tema alcanzó el número 3 en las listas de éxitos, llegando a ser la canción más exitosa publicada por artistas vinculados a BZN en 10 años. El álbum Together Again salió el 10 de septiembre de 2010, y Mies Bouwman presentó al dúo con la primera copia durante el espectáculo, siendo pocos minutes después cuando recibieron un disco de oro. La segunda canción publicada en formato sencillo fue C'est La Vie, que alcanzó el 5.º  puesto en el Single Top 100 neerlandés, y la tercera fue Amor Amor Amor. El 28 de octubre de 2012, actuaron en la Sala Palatului en Bucarest para 7.000 fans, como inicio a su gira por los Países Bajos. El 24 de septiembre de 2018,  anunciaron que iban a cesar sus actuaciones como dúo, y que al final de 2019 darían un concierto de despedida, que tuvo lugar en el Jaarbeurs de Utrecht, que Omroep Max lo emitió por televisión en dos partes el 26 de diciembre de 2019 y el 5 de enero de 2020.

### Vida personal
Schilder tiene una hija, Anja, de su primer marido, Joep. Se divorciaron en 1986, y él la dejó sin dinero, dado que la había estafado con todas sus ganancias. Ella tiene un hijo de una relación posterior. De su hija tiene una nieta. En 2014 la diagnosticaron cáncer de mama, en una fase precoz.

## Discografía

### Álbumes
| Título                    | Fecha de publicación | Posición en el Album Top 100 neerlandés | Posición en el Album Top 100 neerlandés | Posición en el Album Top 100 neerlandés | Observaciones             |
| Título                    | Fecha de publicación | Fecha de entrada                        | Posición más alta                       | Semanas                                 | Observaciones             |
| ------------------------- | -------------------- | --------------------------------------- | --------------------------------------- | --------------------------------------- | ------------------------- |
| Here I am                 | 1985                 | 20-04-1985                              | 21                                      | 9                                       |                           |
| Anny Schilder             | 11-1988              | 03-12-1988                              | 30                                      | 14                                      |                           |
| You are my hero           | 11-1989              | 09-12-1989                              | 34                                      | 11                                      |                           |
| All of me                 | 12-1990              | -                                       |                                         |                                         |                           |
| The best of Anny Schilder | 1991                 | -                                       |                                         |                                         | Grandes éxitos            |
| This is Anny Schilder     | 12-1991              | 04-01-1992                              | 65                                      | 5                                       |                           |
| Spiegel                   | 10-1993              | 06-11-1993                              | 63                                      | 6                                       |                           |
| High noon                 | 03-1995              | 01-04-1995                              | 38                                      | 12                                      |                           |
| Sentimientos              | 07-1997              | -                                       |                                         |                                         |                           |
| Anny en ik                | 03-2007              | 21-03-2007                              | 90                                      | 2                                       |                           |
| Together again            | 10-09-2010           | 18-09-2010                              | 5                                       | 17                                      | con Jan Keizer / Oro      |
| The Two of us             | 14-02-2013           | 23-02-2013                              | 11                                      | 1*                                      | con Jan Keizer            |
| Unforgettable Duets       | 10-10-2014           |                                         |                                         |                                         | con Jan Keizer            |
| Greatest hits             | 10-11-2017           |                                         |                                         |                                         | con Jan Keizer (CD y DVD) |
| Grande Finale             | 18-10-2019           |                                         |                                         |                                         | con Jan Keizer (CD y DVD) |

### Sencillos
| Título                                         | Fecha de publicación | Posición en el Album Top 100 neerlandés | Posición en el Album Top 100 neerlandés | Posición en el Album Top 100 neerlandés | Observaciones                                                                                    |
| Título                                         | Fecha de publicación | Fecha de entrada                        | Posición más alta                       | Semanas                                 | Observaciones                                                                                    |
| ---------------------------------------------- | -------------------- | --------------------------------------- | --------------------------------------- | --------------------------------------- | ------------------------------------------------------------------------------------------------ |
| Eeuwige kerst                                  | 1984                 | 15-12-1984                              | 12                                      | 5                                       | con Het Goede Doel, Kinderen voor Kinderen y De Stem des Volks / 5.º puesto en el Single Top 100 |
| Love is...                                     | 1985                 | 23-02-1985                              | 28                                      | 4                                       | 20.º puesto en el Single Top 100                                                                 |
| Hold on                                        | 1985                 | -                                       |                                         |                                         |                                                                                                  |
| Mama's dinky darling                           | 1985                 | 31-08-1985                              | tip10                                   | -                                       | 48.º puesto en el Single Top 100                                                                 |
| Mandola mandoline                              | 1986                 | 22-03-1986                              | tip16                                   | -                                       |                                                                                                  |
| Think about love                               | 1986                 | -                                       |                                         |                                         |                                                                                                  |
| Valley of pain                                 | 1987                 | -                                       |                                         |                                         |                                                                                                  |
| Darling                                        | 1987                 | -                                       |                                         |                                         |                                                                                                  |
| Adieu cherie                                   | 1988                 | 05-11-1988                              | 19                                      | 5                                       | 15.º puesto en el Single Top 100                                                                 |
| Happy Xmas (War is over) / Gelukkig kerstfeest | 1988                 | 10-12-1988                              | 35                                      | 3                                       | Artiesten voor het Ronald McDonaldhuis /15.º puesto en el Single Top 100                         |
| Goodbye farewell                               | 1989                 | 14-01-1989                              | tip11                                   | -                                       | 46.º puesto en el Single Top 100                                                                 |
| La bambola                                     | 1989                 | -                                       |                                         |                                         |                                                                                                  |
| You are my hero                                | 1989                 | 28-10-1989                              | 9                                       | 7                                       | 7.º puesto en el Single Top 100 / Alarmschijf                                                    |
| Le soleil                                      | 1990                 | 13-01-1990                              | tip12                                   | -                                       | 47.º puesto en el Single Top 100                                                                 |
| Sailorboy                                      | 1990                 | -                                       |                                         |                                         |                                                                                                  |
| De eerste keer                                 | 1990                 | 08-09-1990                              | tip8                                    | -                                       | con Dave / 40.º puesto en el Single Top 100                                                      |
| Where would I be without you                   | 1990                 | -                                       |                                         |                                         |                                                                                                  |
| I take it back                                 | 1990                 | -                                       |                                         |                                         |                                                                                                  |
| Samen leven                                    | 12-1990              | -                                       |                                         |                                         | Artiesten voor Droezbal / 62.º puesto en el Single Top 100                                       |
| Love is all I wanna give                       | 1991                 | 21-12-1991                              | tip11                                   | -                                       | 42.º puesto en el Single Top 100                                                                 |
| Gladly belong to you                           | 1991                 | -                                       |                                         |                                         |                                                                                                  |
| Working girl                                   | 1992                 | 25-04-1992                              | tip3                                    | -                                       | 42.º puesto en el Single Top 100                                                                 |
| If you go                                      | 1992                 | -                                       |                                         |                                         |                                                                                                  |
| When you walk in the room                      | 1993                 | 24-07-1993                              | tip4                                    | -                                       | con Piet Veerman / 32.º puesto en el Single Top 100                                              |
| Er is één ding dat altijd blijft               | 1993                 | 09-10-1993                              | tip8                                    | -                                       | 38.º puesto en el Single Top 100                                                                 |
| Moeder                                         | 1993                 | -                                       |                                         |                                         |                                                                                                  |
| Meisje van 16                                  | 1993                 | -                                       |                                         |                                         |                                                                                                  |
| High noon                                      | 1995                 | -                                       |                                         |                                         |                                                                                                  |
| Sweet Suzanne                                  | 1995                 | -                                       |                                         |                                         |                                                                                                  |
| Mon amour                                      | 05-1995              | -                                       |                                         |                                         | con Demis Roussos                                                                                |
| Yo te quiero mi amor                           | 1996                 | -                                       |                                         |                                         |                                                                                                  |
| A perfect day                                  | 11-1996              | -                                       |                                         |                                         | con Roger Whittaker                                                                              |
| Junto a mi                                     | 1997                 | -                                       |                                         |                                         |                                                                                                  |
| Yours/Quiereme Mucho                           | 1997                 | -                                       |                                         |                                         |                                                                                                  |
| Por Un Amor                                    | 1997                 | -                                       |                                         |                                         |                                                                                                  |
| Toen kwam jij                                  | 14-10-2006           | -                                       |                                         |                                         | con John de Bever / 80.º puesto en el Single Top 100                                             |
| Rockin' the trolls                             | 04-2007              | -                                       |                                         |                                         | con Jan Veerman                                                                                  |
| The first kiss goodnight                       | 09-2007              | -                                       |                                         |                                         | con Gerrie Pretorius                                                                             |
| Be my baby                                     | 18-05-2009           | -                                       |                                         |                                         | con José Hoebee como Anny & José / 92.º puesto en el Single Top 100                              |
| Take me to Ibiza...                            | 02-07-2010           | -                                       |                                         |                                         | con Jan Keizer / 3.º puesto en el Single Top 100                                                 |
| C'est la vie                                   | 27-11-2010           | -                                       |                                         |                                         | con Jan Keizer                                                                                   |
| Amor amor                                      | 06-05-2011           | *                                       | *                                       | *                                       | con Jan Keizer                                                                                   |
| Afraid to fall in love again                   | 11-01-2013           | *                                       | *                                       | *                                       | con Jan Keizer                                                                                   |
| Felicita                                       | 12-09-2014           |                                         |                                         |                                         | con Jan Keizer                                                                                   |
| I love the summertime                          | 26-06-2015           |                                         |                                         |                                         | con Jan Keizer                                                                                   |
| Mon amour je t'aime                            | 12-11-2016           |                                         |                                         |                                         | con Jan Keizer                                                                                   |
| Don't try to change me                         | 17-06-2017           |                                         |                                         |                                         | con Jan Keizer                                                                                   |
| Chanson d'amour                                | 10-11-2017           | -                                       |                                         |                                         | con Jan Keizer                                                                                   |
| The time of my life                            | 2019                 | -                                       |                                         |                                         | con Jan Keizer                                                                                   |